# Veřejná soutěž
Veřejná soutěž je jednostranné právní jednání, kterým vyhlašovatel soutěže nabízí neurčitému okruhu možných zájemců, aby provedli nějaké dílo nebo udělali jiný výkon, případně aby došlo k uzavření nějaké jiné smlouvy.

## Veřejná soutěž v českém právu
Veřejná soutěž je výzvou k podávání nabídek k uzavření určité smlouvy, sama tedy ještě takovou nabídkou (ofertou) není. Vyhlašovatel soutěže musí předem, písemně a dostatečně konkretizovat předmět budoucího plnění, způsob a lhůtu k podávání nabídek, stejně jako uvést dobu, po kterou soutěž poběží, a další podstatné podmínky, které mají soutěžící splnit (§ 1772 a 1773 OZ). Jednou zveřejněné podmínky již nelze měnit nebo celou soutěž zrušit, ledaže si to vyhlašovatel předem vyhradil. Podobně nelze odvolat nebo změnit podanou nabídku po uplynutí lhůty k jejich podávání, jestliže to podmínky soutěže neumožňují (§ 1774 a 1776 OZ). 
Do soutěže jsou zahrnuty všechny včas podané nabídky, které splňují vyhlášené podmínky, výběr nejvhodnější z nich provádí vyhlašovatel a pokud nestanovil bližší podmínky, může si vybrat jakoukoli, kterou akceptuje. Odmítnout všechny ale může stejně jako u zrušení celé soutěže pouze tehdy, jestliže si to předem vyhradil. Všem neúspěšným navrhovatelům pak oznámí, že jejich nabídky odmítl. Nárok na náhradu vynaložených nákladů mají jen tehdy, pokud to přiznávají podmínky soutěže (§ 1775 a 1777–1779 OZ).